# Adrianne Palicki
Adrianne Lee Palicki (Toledo, Ohio, 6 de maio de 1983) é uma atriz americana, mais conhecida por sua participação nas séries Friday Night Lights, no papel da personagem Tyra Collette, e Agents of S.H.I.E.L.D., como a agente Bobbi Morse. Ela também participou de Smallville, no episódio final da terceira temporada, Covenant, e participou de Supernatural, no papel da namorada de Sam Winchester, Jessica Moore, que foi morta pelo Demônio dos olhos amarelos (Azazel).
Em 2010 protagonizou o filme Legião, no qual interpreta uma jovem grávida, cujo nascimento do bebê salvaria a Humanidade. No ano seguinte, protagonizou um episódio piloto para uma série da Mulher Maravilha, que acabou não sendo aceito pela NBC.

## Filmografia

### Cinema
| Ano  | Filme                 | Papel           |
| ---- | --------------------- | --------------- |
| 2003 | Getting Rachel Back   | Rachel          |
| 2003 | Rewrite               | The Pretty Girl |
| 2005 | Popstar               | Whitney Addison |
| 2006 | Seven Mummies         | Isabelle        |
| 2009 | Women in Trouble      | Holly Rocket    |
| 2010 | Legion                | Charlie         |
| 2010 | Elektra Luxx          | Holly Rocket    |
| 2012 | Red Dawn              | Toni Mason      |
| 2012 | G.I. Joe: Retaliation | Lady Jaye       |
| 2013 | Coffee Town           | Becca           |
| 2014 | Dr. Cabbie            | Natalie Wilman  |
| 2014 | John Wick             | Ms. Perkins     |
| 2015 | Baby, Baby, Baby      | Sunny           |
| 2017 | S.W.A.T.: Under Siege | Ellen Dwyer     |

### Televisão
| Ano              | Série                          | Papel                           | Notas                           |
| ---------------- | ------------------------------ | ------------------------------- | ------------------------------- |
| 2004             | Smallville                     | Kara/Lindsey Harrison           | 1 episódio                      |
| 2004             | Quintuplets                    | Jessica Geiger                  | 1 episódio                      |
| 2004             | CSI: Crime Scene Investigation | Miranda                         | 1 episódio                      |
| 2005             | North Shore                    | Lisa Ruddnick                   | 2 episódios                     |
| 2006             | Aquaman                        | Nadia                           | 1 episódio                      |
| 2005-2009        | Supernatural                   | Jessica Moore / Lucifer         | 4 episódios                     |
| 2006             | South Beach                    | Brianna                         | 7 episódios                     |
| 2006-2009 e 2010 | Friday Night Lights            | Tyra Collette                   | 50 episódios                    |
| 2007-2011        | Robot Chicken                  | Várias personagens              | 5 episódios (voz)               |
| 2009             | CSI: Miami                     | Marisa Dixon                    | 1 episódio                      |
| 2009             | Titan Maximum                  | Clare                           | 4 episódios (voz)               |
| 2010             | Family Guy                     |                                 | 1 episódio (voz)                |
| 2010             | Lone Star                      | Cat Thatcher                    | 5 episódios                     |
| 2011             | Criminal Minds                 | Sydney Manning                  | 1 episódio                      |
| 2011             | Wonder Woman                   | Mulher Maravilha / Diana Prince | Episódio piloto (não foi no ar) |
| 2014             | From Dusk Till Dawn            | Vanessa Styles                  | 2 episódios                     |
| 2014             | Agents of S.H.I.E.L.D.         | Harpia (Bobbi Morse)            | 2ª temporada                    |
| 2016             | Marvel's Most Wanted           | Harpia (Bobbi Morse)            | Episódio piloto (não foi no ar) |
| 2017-presente    | The Orville                    | Kelly Grayson                   | 1ª e 2ª temporadas              |